# 上户镇 (额敏县)
上户镇，是中华人民共和国新疆维吾尔自治区塔城地区额敏县下辖的一个乡镇级行政单位。
2012年，新疆维吾尔自治区人民政府批复同意撤销上户乡建制，设立上户镇。

## 行政区划
上户镇下辖以下地区：
直属一村、直属二村、直属三村、直属四村、直属五村、直属六村、直属七村、吾巴勒一村、萨铁克村、库尔布拉克二村、库尔布拉克三村、库尔布拉克四村、库玛克一村、库玛克二村、库玛克三村、麦海因村、吾巴勒二村、吾巴勒三村、吾巴勒四村、牧场农业队、牧场牧业队、知青村和企业队。